# Don Dracula
Don Dracula (ドン・ドラキュラ, Don Dorakyura) is een manga van Osamu Tezuka. De strip werd in het Akita Shoten tijdschrift Weekly Shonen Champion uitgegeven van 28 mei 1979 tot 10 december 1979. Een anime gebaseerd op het verhaal werd uitgezonden van 5 april tot 26 april 1982. Deze was geproduceerd door Tezuka Productions.
Don Dracula werd gelijktijdig in hetzelfde tijdschrift uitgegeven als Tezuka's medische manga Black Jack.

## Verhaal
Graaf Dracula verhuist van Transsylvanië naar Japan. Hij woont er samen met zijn dochter Chocola en zijn trouwe hulp Igor samen in een kasteel in Tokio.
Terwijl Chocola nachtles volgt aan de Matsutani middelbare school, gaat Dracula op zoek naar mooie maagdelijke vrouwen om hun bloed te drinken. Elke nacht dat hij gaat jagen, belandt hij in onverwachte situaties waarin hij problemen veroorzaakt voor de lokale omwonenden. Hoewel niemand in Japan in vampiers gelooft, leidt Dracula's aanwezigheid in de buurt voor overlast. Dit leidt tot humoristische slapsticksituaties.
Dracula's aartsvijand Professor Hellsing reist naar Japan om Dracula te neutraliseren. Dit lukt echter nooit vanwege zijn aambeien. Dracula wordt ook achterna gezeten door Blonda, de eerste vrouw wier bloed Dracula dronk in Japan. Vanwege haar lelijkheid wil Dracula niets met haar te maken hebben.